# Bjørkekullen
Bjørkekullen er et naturreservat i Svartrå sogn i Falkenbergs kommun, Hallands län, Sverige. 
Reservatet er en del af det større område kaldet Åkulla bøgeskove. Naturvårdsverket ejer området, der har et areal på 60,48 hektar (49,18 hektar land) og har været fredet siden 1990. Reservatet består af små landbrugslandskaber og naturskov. Dele af naturreservatet består af søen Bjørkasjø. På en ø i søen yngler sortstrubet lom. Reservatet grænser op til Ælmebjær.
Björkekullen er en del af et område af national interesse for naturbeskyttelse, for bevarelse af kulturarven og for friluftsliv 